# Jabalpur (Division)
Die Division Jabalpur (Hindi जबलपुर संभाग) ist eine Division im indischen Bundesstaat Madhya Pradesh. Die Hauptstadt ist Jabalpur.

## Geschichte
Die Verwaltungseinheit existiert schon seit der Kolonialzeit. Kurz nach der Übernahme der lokalen Herrschaft in der Region durch die Britische Ostindien-Kompanie nach dem dritten Marathenkrieg wurde die Division im Jahr 1818 eingerichtet (in alter anglisierter Schreibweise: Jubbulpore Division). Der historische Name der Region ist Mahakaushal.
Am 14. Juni 2008 wurde aus dem Distrikt Dindori aus dieser Division und drei weiteren Distrikten aus der Division Rewa die neue Division Shahdol gebildet.

## Distrikte
Die Division  besteht aus acht Distrikten:
| Distrikt    | Hauptstadt  | Fläche in km² | Einwohner (Zensus 2011) | Bev.-Dichte in E/km² |
| ----------- | ----------- | ------------- | ----------------------- | -------------------- |
| Balaghat    | Balaghat    | 9.229         | 1.701.698               | 184                  |
| Chhindwara  | Chhindwara  | 11.815        | 2.090.922               | 177                  |
| Dindori     | Dindori     | 7.470         | 704.524                 | 94                   |
| Jabalpur    | Jabalpur    | 5.211         | 2.463.289               | 473                  |
| Katni       | Katni       | 4.950         | 1.292.042               | 261                  |
| Mandla      | Mandla      | 5.800         | 1.054.905               | 182                  |
| Narsinghpur | Narsinghpur | 5.133         | 1.091.854               | 213                  |
| Seoni       | Seoni       | 8.758         | 1.379.131               | 157                  |